# Bernhard Werenberg
Bernhard Werenberg (* 24. August 1577 in Treia; † 1. Juni 1643 in Hamburg) war ein deutscher Pädagoge und Philosoph.

## Herkunft und Familie
Werenberg stammt aus der niedersächsischen Theologenfamilie Werenberg. Sein Vater Jacob Werenberg (1547–1610) war bis 1588 Pastor an der Nikolaikirche in Treia und dann Pastor an der Hauptkirche Sankt Petri in Hamburg. Der Professor am Akademischen Gymnasium Jacob Werenberg (1582–1623) war sein Bruder.
Im Jahr 1615 heiratete Werenberg Margaretha Langermann (1588–1651), Tochter des Kaufmanns Bernhard Langermann (1560–1636). Sein Sohn Jacob Werenberg (1616–1681) wurde Pastor an der Hippolyt-Kirche in Amelinghausen.

## Leben und Wirken
In Treia geboren, kam Werenberg mit seinen Eltern 1588 nach Hamburg, studierte dann an der Universität Helmstedt und der Universität Wittenberg. In Wittenberg schloss er sein Studium als Magister ab.
Nach seinem Studium wurde Werenberg im Jahr 1605 Rektor in Spandau und ab 1609 an dem Gymnasium in Hadersleben. Als im Jahr 1613 das Akademische Gymnasium gegründet wurde, übernahm er hier am 3. August 1613 die Professur der praktischen Philosophie und Geschichte. Werenberg starb ab 1. Juni 1643 im Alter von 65 Jahren und wurde am 6. Juni 1643 in der Hauptkirche Sankt Petri beigesetzt.